# Martin Adler
Martin John Lars Adler (Stockholm, 30 oktober 1958 — Mogadishu, 23 juni 2006) was een Zweedse cameraman en journalist.
Adler, een afgestudeerd antropoloog, was een zoon van een Zweedse vader en een Britse moeder. Hij was gespecialiseerd in onafhankelijke reportages over landen in moeilijkheden en had vele van dergelijke landen bezocht.
In 2001 kreeg hij een prijs van Amnesty International voor zijn verslag over het ontvoeren en verkopen van vrouwen in de Volksrepubliek China. Ook kreeg hij - in datzelfde jaar - een prijs van het New York TV Festival en in 2004 de Rory Peck-prijs voor een reportage over Irak.
Op 23 juni 2006 werd hij tijdens een reportage in de Somalische hoofdstad Mogadishu door iemand uit de menigte van dichtbij in de borst geschoten waar hij ter plekke aan overleed. De onbekende dader wist in de menigte te ontkomen.
Martin Adler werd 47 jaar oud en liet een vrouw en twee kinderen achter.